# アイディホーム
アイディホーム株式会社（英: ID HOME CO., LTD）は、東京都武蔵野市に本社を置く建設会社（ハウスメーカー）。飯田グループホールディングス株式会社の完全子会社。

## 沿革
- 1995年東京都練馬区石神井町2丁目26番11号にて会社設立
- 2011年ジャスダック市場に新規上場
- 2013年
  - 10月 ジャスダック市場上場廃止
  - 11月 一建設株式会社、株式会社飯田産業、株式会社東栄住宅、タクトホーム株式会社、株式会社アーネストワンとの共同株式移転により飯田グループホールディングス株式会社を設立。その完全子会社となる。
- 2022年 - 同社役員(s)が2020年7月にスピード違反により道路交通法違反で執行猶予付きの有罪判決を受けていたが、同社への報告を怠っていたことが発覚。宅地建物取引業法の欠格事由に該当することから、2022年9月14日に宅建業免許および建設業許可を自主廃業する旨を公表した[1]。建設業許可返納後も受注額が1500万円未満、または延床面積150平方メートル未満の木造住宅の建築は可能である。同社では、再発防止策を整えたうえで宅建業免許と建設業許可を再申請するとしている[2]。

## 許認可登録
宅地建物取引業者登録　国土交通大臣（1）第10334号